# Simeón (hijo de Jacob)
Simeón o Shimon (del hebreo שִׁמְעוֹן, Šimʿon, en griego Συμεών, latinizado Symeon) es un personaje bíblico, el segundo de los doce hijos de Jacob. En hebreo significa "Dios ha escuchado", y se le llamó así debido a que su madre Lea dijo: "Yahvé ha escuchado, por cuanto era odiada, y por eso me dio también este".

## En el libro del Génesis
Cuando su padre Jacob estaba acampado cerca de Siquem, Simeón y Leví, el hermano que le seguía en edad, se entregaron a la cólera y, de manera arbitraria, contra toda razón y sin el consentimiento o autorización de su padre, vengaron con saña la honra de Dina, su hermana más joven, matando atrozmente a todos los varones siquemitas, lo que acarreó extrañamiento a toda la familia.
Simeón más tarde fue partícipe del plan de matar a José junto con sus hermanos. No se dice si Simeón, como segundo hijo de Jacob, era o no el cabecilla en este complot contra la vida de José. Años más tarde, cuando José, entonces administrador de alimentos de Egipto, puso a prueba a sus hermanos, seleccionó a Simeón para que lo ataran y pusieran en prisión hasta que los otros hermanos llevasen a Benjamín a Egipto.
Poco antes de morir, cuando Jacob bendijo a sus hijos, recordó con desaprobación la violencia que habían demostrado muchos años antes Simeón y Leví con relación a los siquemitas, por lo que dijo: 

"instrumentos de violencia son sus armas de degüello. En su grupo íntimo no entres, oh alma mía. Con su congregación no vayas a unirme, oh disposición mía, porque en su cólera mataron a hombres, y en su arbitrariedad desjarretaron toros. Maldita sea su cólera, porque es cruel, y su furor, porque actúa con dureza. Permítaseme distribuirlos en Jacob, y permítaseme esparcirlos en Israel".

Simeón tuvo seis hijos, uno de ellos de una mujer cananea. Como se profetizó, las porciones asignadas a las tribus de Simeón y de Leví estaban "esparcidas"; la porción de Simeón estaba dividida en ciudades enclavadas en el territorio de Judá. Sus descendientes formaron la tribu de Simeón.